# Sarcophyte sanguinea
Sarcophyte sanguinea är en tvåhjärtbladig växtart som beskrevs av Anders Sparrman. Sarcophyte sanguinea ingår i släktet Sarcophyte och familjen Balanophoraceae. Inga underarter finns listade i Catalogue of Life.

## Bildgalleri

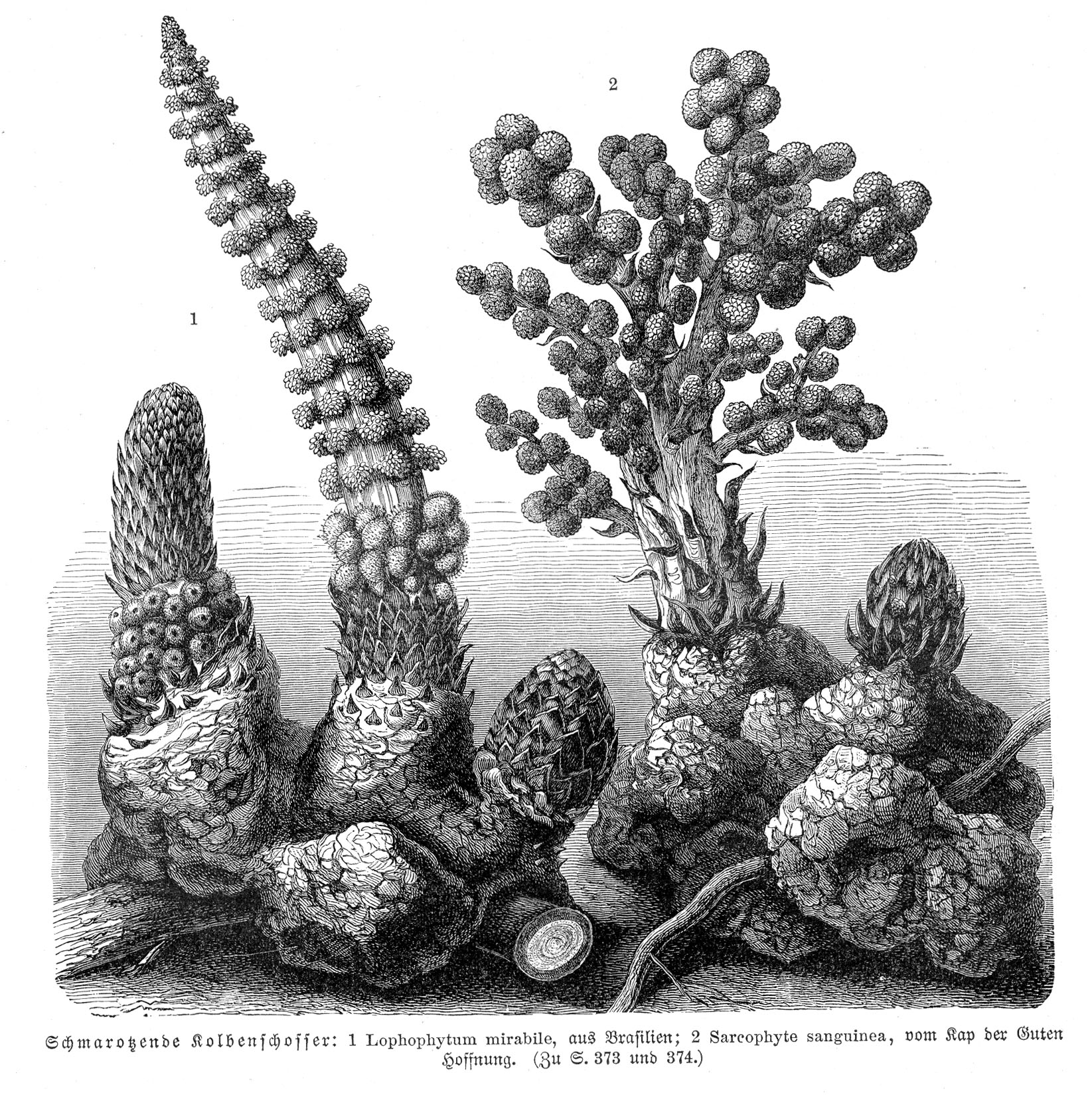